# Мађарска на Летњим олимпијским играма 2000.
Мађарска је учествовала на Летњим олимпијским играма одржаним 2000. године у Сиднеју, Аустралија. На свечаном отварању носилац заставе је била кајакашица Рита Кебан. Мађарска је овај пут послала 178 спортиста на олимпијаду, и они су учествовали у двадесет и три спортске дисциплине.
Олимпијски тим из Мађарске је на овим олимпијским играма се такмичио у двадесет и три спортске дисциплине и у једанаест дисциплина је освојено укупно седамнаест медаља: осам златних, шест сребрних и три бронзане медаље. Олимпијске бодове су освојили у тринаест дисциплина. Најуспешнији представник Мађарске су били кајакаши Золтан Камерер и Ботонд Шторц са освојене две златне медаље у категоријама К2 и К4.

## Резултати по спортским гранама
На овој олимпијади су мађарски спортисти у укупно тринаест различитих спортских дисциплина освојили 135 олимпијска поена.
(највећи број освојених поена и учесника је обележен подебљаним словима)
| Спортска грана  | Позиција | Позиција | Позиција | Позиција | Позиција | Позиција | Олимпијски поени |
| Спортска грана  | 1.       | 2.       | 3.       | 4.       | 5.       | 6.       | Олимпијски поени |
| Кајак и кану    | 4        | 2        | 1        | 1        | 1        | 1        | 48               |
| Мачевање        | 1        | 0        | 0        | 2        | 1        | 1        | 16               |
| Пливање         | 1        | 0        | 0        | 1        | 2        | 0        | 14               |
| Дизање тегова   | 0        | 1        | 0        | 0        | 1        | 1        | 8                |
| Гимнастика      | 1        | 0        | 0        | 0        | 0        | 1        | 8                |
| Ватерполо       | 1        | 0        | 0        | 0        | 0        | 0        | 7                |
| Стрељаштво      | 0        | 0        | 1        | 0        | 1        | 0        | 6                |
| Рвање           | 0        | 1        | 0        | 0        | 0        | 0        | 5                |
| Рукомет         | 0        | 1        | 0        | 0        | 0        | 0        | 5                |
| Пентатлон       | 0        | 1        | 0        | 0        | 0        | 0        | 5                |
| Бокс            | 0        | 0        | 1        | 0        | 0        | 0        | 4                |
| Стони тенис     | 0        | 0        | 0        | 1        | 0        | 0        | 3                |
| Веслање         | 0        | 0        | 0        | 0        | 1        | 0        | 2                |
| Бициклизам      | 0        | 0        | 0        | 0        | 1        | 0        | 2                |
| Таеквондо       | 0        | 0        | 0        | 0        | 1        | 0        | 2                |
| Атлетика        | 0        | 0        | 0        | 0        | 0        | 0        | 0                |
| Тенис           | 0        | 0        | 0        | 0        | 0        | 0        | 0                |
| Остали учесници |          |          |          |          |          |          | 0                |
|                 |          |          |          |          |          |          |                  |
| Укупно          | 8        | 6        | 3        | 5        | 9        | 4        | 135              |

### Освојене медаље на ЛОИ
| Освајачи олимпијских медаља за Мађарску на ЛОИ 2000. | |        |
| Медаља                                               | Освајач медаље | Укупно |
| Злато                                                | Ђерђ Колонич, Тимеа Нађ, Силвестер Чолањ, Агнеш Ковач, Кајак и кану (К2 м.), Кајак и кану (К4 м.), Кајак и кану (Ц2 м.) и Ватерполо репрезентација | 8      |
| Сребро                                               | Габор Балог, Ержебет Маркуш, Шандор Бордоши, Кајак и кану (К4 ж.), Кајак и кану (К2 ж.) и Женска рукометна репрезентација                          | 6      |
| Бронза                                               | Жолт Ердеји, Дијана Игаљ, Кајак и кану (Ц2 м.) | 3      |
| Укупно                                               | | 17     |